# 諾滕冰原島峰
71°37′S 2°19′W / 71.617°S 2.317°W
諾滕冰原島峰，是南極洲的冰原島峰，位於毛德皇后地的瑪塔公主海岸，處於克里倫山西南面9公里，屬於阿爾曼嶺的一部分，挪威製圖師根據探險隊的測量和空中照片繪入地圖，現時由南極條約體系管理。